# Junior Eurovision Song Contest 2024
La ventiduesima edizione del Junior Eurovision Song Contest si è svolta il 16 novembre 2024, presso la Caja Mágica di Madrid, in Spagna.
Il concorso si è articolato in un'unica finale condotta da Ruth Lorenzo, Marc Clotet e Melani García, ed è stato trasmesso in 20 paesi. La durata totale del concorso è stata di circa 2 ore.
In questa edizione Cipro e San Marino hanno confermato il loro ritorno, mentre il Regno Unito ha annunciato il suo ritiro.
A vincere il concorso è stato Andria Putkaradze in rappresentanza della Georgia con la canzone To My Mom.

## Organizzazione

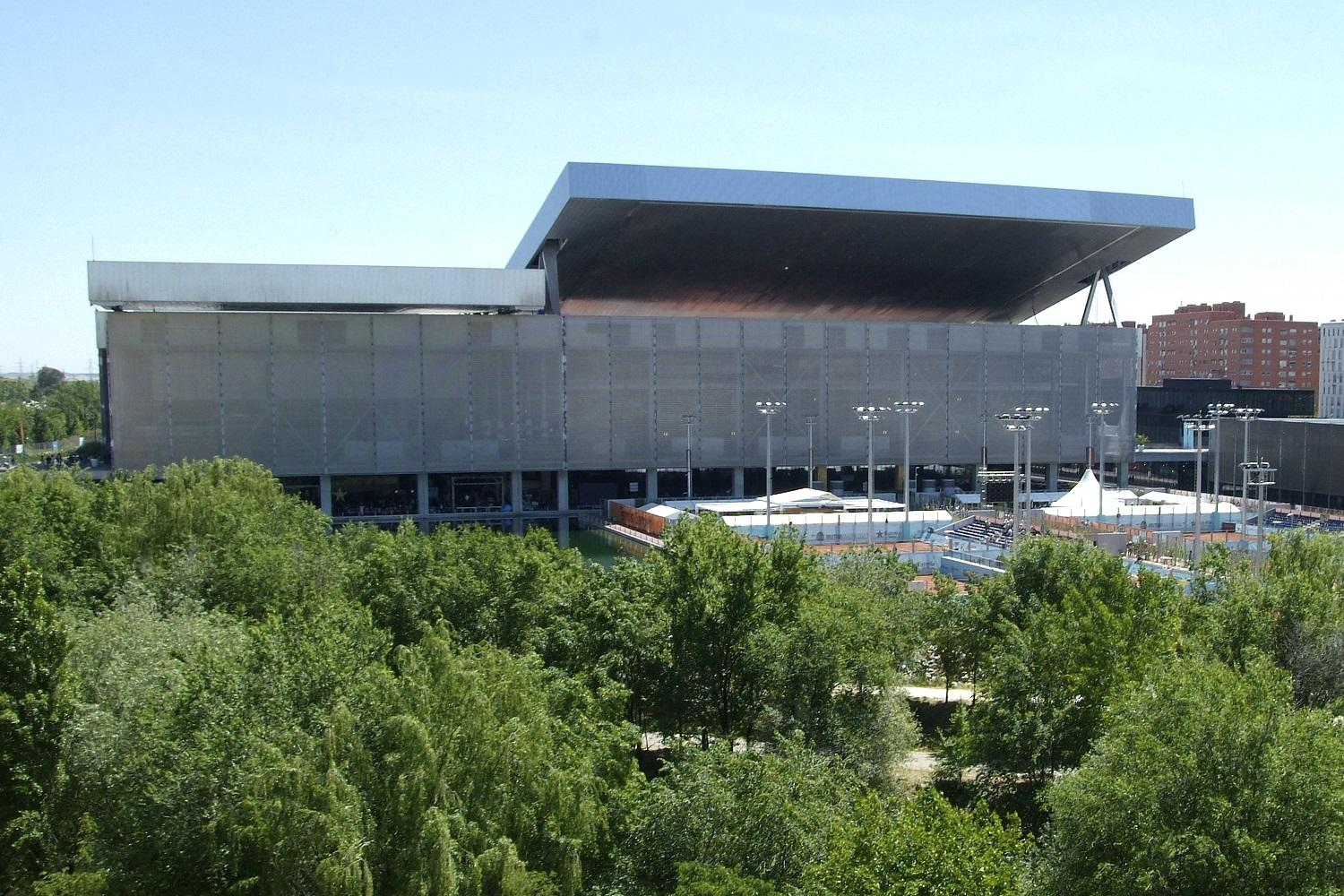
La Caja Mágica, sede del Junior Eurovision Song Contest 2024

Nella conferenza stampa a seguito della vittoria della cantante francese Zoé Clauzure, il direttore dei canali e dei programmi di France Télévisions Stéphane Sitbon-Gomez ha annunciato che l'emittente non aveva preso alcuna decisione riguardante l'intenzione di candidarsi per ospitare l'edizione 2024 del concorso, tuttavia ne avrebbe discusso con l'Unione europea di radiodiffusione (UER).
Il 14 febbraio 2024, dopo che France Télévisions aveva ufficialmente declinato l'offerta di organizzare nuovamente il concorso, l'UER ha annunciato che la Spagna con l'emittente RTVE avrebbe avuto l'onore di organizzare la manifestazione. Si tratta del secondo evento eurovisivo che si svolge in Spagna, dopo la quattordicesima edizione dell'Eurovision Song Contest.

### Sede dell'evento
Dopo che l'UER ha annunciato che la Spagna avrebbe ospitato l'evento Ana María Bordas, capo delegazione spagnola all'Eurovision e Junior Eurovision Song Contest ha annunciato che sarebbe stato indetto un bando per selezionare la città ospitante. A stretto giro ha seguito l'interesse ad ospitare l'evento di diverse città tra cui Barcellona, Granada, Madrid, Malaga, Saragozza e Valencia, che hanno confermato la propria candidatura per ospitare nella metà di marzo 2024.
Le prime città a ritirare la propria candidatura per ospitare l'evento sono state Saragozza (per la mancanza di disponibilità della sede proposta) e Barcellona (per la mancanza di una sede idonea).
Il 10 maggio 2024, durante una conferenza stampa dedicata all'Eurovision Song Contest 2024 a Malmö, è stato reso noto che la Caja Mágica di Madrid sarebbe stata la sede dell'evento.

### Logo e slogan
Il 3 settembre 2024, in concomitanza con l'annuncio dei partecipanti, sono stati resi noti lo slogan ed il logo di questa edizione.
Lo slogan è Let's Bloom, mentre il logo rappresenta dei fiori che sbocciano.
Ana María Bordas, produttrice esecutiva dell'evento, ha spiegato che il logo è stato ideato per rappresentare proprio il "fiorire" del talento dei giovani artisti in gara. Quest'edizione 

### Presentatori
Il 12 settembre 2024 sono stati annunciati i presentatori di questa edizione: Ruth Lorenzo, Marc Clotet e Melani García.
- Ruth Lorenzo è una cantante spagnola conosciuta per aver rappresentato il paese all'Eurovision Song Contest 2014 con il brano Dancing in the Rain.
- Marc Clotet è un attore e modello spagnolo. Dopo aver debutto in alcune serie televisive sul canale TV3 come El cor de la ciutat, ha raggiunto la notorietà internazionale grazie al ruolo di Vicente Vaquero nel telefilm Fisica o chimica.
- Melani García è una cantante spagnola conosciuta per aver rappresentato il paese al Junior Eurovision Song Contest 2019 con il brano Marte.

### Sistema di voto
Come nelle edizioni precedenti, il vincitore è stato decretato da una combinazione di voto delle giurie nazionali e voto online del pubblico. Il voto online è stato diviso in due fasi:
- la prima fase di votazione è stata aperta alle ore 21:00 del 15 novembre e chiusa alle 18:00 del 16 novembre, poco prima dell'evento dal vivo; il pubblico ha avuto la possibilità di votare le proprie tre canzoni preferite (anche quella del proprio paese) dietro una visione obbligatoria di un riepilogo generale di tutte le canzoni in gara e una visione facoltativa di un minuto di prove tecniche;
- la seconda fase della votazione, sempre online, è durata 15 minuti ed è partita dopo l'ultima esibizione delle canzoni in gara, come in un classico televoto.

Queste due fasi hanno inciso per il 50% sulla classifica finale, a cui sono stati sommati i voti delle giurie nazionali.

### Cartoline
Le cartoline sono dei video introduttivi di circa 40 secondi mostrate in TV, mentre sul palco vengono preparate le varie scenografie dei paesi in gara. Le registrazioni, organizzate da RTVE in collaborazione con l'azienda digitale Creative Works London, sono partite ad inizio novembre 2024. Ogni cartolina è suddivisa in due sezioni: nella prima viene mostrato l'artista in gara dove partecipa ad un'attività a sua scelta in una località dello Stato d'origine, mentre la seconda mostra gli artisti in scenari immaginari realizzati con l'ausilio dell'intelligenza artificiale.

## Stati partecipanti

Stati partecipanti
Stati che hanno partecipato in passato ma non nel 2024

Stati partecipanti
     Stati che hanno partecipato in passato ma non nel 2024
| Stato                  | Artista           | Brano                | Lingua               | Processo di selezione                                                                                       |
| ---------------------- | ----------------- | -------------------- | -------------------- | --- |
| Albania                | Nikol Çabeli      | Vallëzoj             | Albanese             | Junior Fest 2024, 27 settembre 2024                                                                         |
| Armenia                | Leo               | Cosmic Friend        | Armeno, inglese      | Interno, 28 settembre 2024 per l'artista; 22 ottobre 2024 per il brano                                      |
| Cipro                  | Maria Pissaridī   | Crystal Waters       | Greco, inglese       | Interno, 21 agosto 2024 per l'artista; 30 settembre 2024 per il brano                                       |
| Estonia                | Annabelle         | Tänavad              | Estone               | Tähtede lava, 5 maggio 2024 per l'artista; 4 ottobre 2024 per il brano                                      |
| Francia                | Titouan           | Comme ci, comme ça   | Francese             | Interno, 18 settembre 2024                                                                                  |
| Georgia                | Andria Putkaradze | To My Mom            | Georgiano            | Interno, 30 luglio 2024 per l'artista; 13 ottobre 2024 per il brano                                         |
| Germania               | Bjarne            | Save the Best For Us | Tedesco, inglese     | Junior ESC - Wer soll für Deutschland singen?, 1º luglio 2024 per l'artista; 27 settembre 2024 per il brano |
| Irlanda                | Enya Cox Dempsey  | Le chéile            | Irlandese            | Junior Eurovision Éire 2024, 13 ottobre 2024                                                                |
| Italia                 | Simone Grande     | Pigiama party        | Italiano, inglese    | Interno, 19 settembre 2024 per l'artista; 27 settembre 2024 per il brano                                    |
| Macedonia del Nord     | Ana & Aleksej     | Marathon             | Macedone, inglese    | Interno, 26 giugno 2024 per gli artisti; 4 ottobre 2024 per il brano                                        |
| Malta                  | Ramires Sciberras | Stilla ċkejkna       | Maltese              | Malta Junior Eurovision Song Contest 2024, 21 settembre 2024                                                |
| Paesi Bassi            | Stay Tuned        | Music                | Olandese, inglese    | Junior Songfestival 2024, 21 settembre 2024                                                                 |
| Polonia                | Dominik Arim      | All Together         | Polacco, inglese     | Szansa na sukces - Eurowizja Junior 2024, 29 settembre 2024                                                 |
| Portogallo             | Victoria Nicole   | Esperança            | Portoghese, spagnolo | The Voice Kids Portugal, 7 luglio 2024 per l'artista; 8 ottobre 2024 per il brano                           |
| San Marino             | Idols SM          | Come noi             | Italiano             | Interno, 11 settembre 2024 per le artiste; 5 ottobre 2024 per il brano                                      |
| Spagna (organizzatore) | Chloe DelaRosa    | Como la Lola         | Spagnolo             | Interno, 18 luglio 2024 per l'artista; 7 ottobre per il brano                                               |
| Ucraina                | Artem Kotenko     | Hear Me Now          | Ucraino, inglese     | Nacvidbir 2024, 22 settembre 2024                                                                           |

## L'evento
La manifestazione si è svolta il 16 novembre 2024 alle 18:00 CET; vi hanno gareggiato 17 paesi. 
Il 1º ottobre 2024, in seguito a un sorteggio, è stato stabilito che la Spagna, lo Stato organizzatore, si sarebbe esibita al 10º posto, mentre l'Italia e Malta, sono stati sorteggiati rispettivamente ad aprire e chiudere lo spettacolo. L'ordine d'esibizione completo è stato annunciato il successivo 10 ottobre.
L'evento è stato aperto dalla tradizionale sfilata delle bandiere accompagnata dalla common song dell'edizione Let's Bloom, eseguita da María Isabel, Zoé Clauzure e Sandra Valero. Si sono esibiti inoltre la ballerina Anastasia Russo con la coreografia Time to Bloom, realizzata da Borja Rueda, e Abraham Mateo con Maníaca, versione rivisitata in lingua spagnola del brano Maniac di Michael Sembello.
| Nº | Stato              | Artista           | Brano                | Punti | Posizione |
| -- | ------------------ | ----------------- | -------------------- | ----- | --------- |
| 01 | Italia             | Simone Grande     | Pigiama party        | 98    | 9         |
| 02 | Estonia            | Annabelle         | Tänavad              | 55    | 14        |
| 03 | Albania            | Nikol Çabeli      | Vallëzoj             | 126   | 7         |
| 04 | Armenia            | Leo               | Cosmic Friend        | 125   | 8         |
| 05 | Cipro              | Maria Pissaridī   | Crystal Waters       | 60    | 13        |
| 06 | Francia            | Titouan           | Comme ci, comme ça   | 177   | 4         |
| 07 | Macedonia del Nord | Ana & Aleksej     | Marathon             | 54    | 16        |
| 08 | Polonia            | Dominik Arim      | All Together         | 61    | 12        |
| 09 | Georgia            | Andria Putkaradze | To My Mom            | 239   | 1         |
| 10 | Spagna             | Chloe DelaRosa    | Como la Lola         | 144   | 6         |
| 11 | Germania           | Bjarne            | Save the Best For Us | 71    | 11        |
| 12 | Paesi Bassi        | Stay Tuned        | Music                | 91    | 10        |
| 13 | San Marino         | Idols SM          | Come noi             | 47    | 17        |
| 14 | Ucraina            | Artem Kotenko     | Hear Me Now          | 203   | 3         |
| 15 | Portogallo         | Victoria Nicole   | Esperança            | 213   | 2         |
| 16 | Irlanda            | Enya Cox Dempsey  | Le chéile            | 55    | 15        |
| 17 | Malta              | Ramires Sciberras | Stilla ċkejkna       | 153   | 5         |

| Pos. | Voto online        | Punti | Giuria             | Punti |
| ---- | ------------------ | ----- | ------------------ | ----- |
| 1    | Portogallo         | 117   | Georgia            | 180   |
| 2    | Ucraina            | 81    | Ucraina            | 122   |
| 3    | Malta              | 79    | Francia            | 103   |
| 4    | Francia            | 74    | Portogallo         | 96    |
| 5    | Spagna             | 64    | Albania            | 82    |
| 6    | Georgia            | 59    | Spagna             | 80    |
| 7    | Germania           | 57    | Armenia            | 76    |
| 8    | Paesi Bassi        | 57    | Malta              | 74    |
| 9    | Cipro              | 50    | Italia             | 52    |
| 10   | Armenia            | 49    | Paesi Bassi        | 34    |
| 11   | Polonia            | 48    | Macedonia del Nord | 20    |
| 12   | Italia             | 46    | Irlanda            | 15    |
| 13   | San Marino         | 46    | Germania           | 14    |
| 14   | Albania            | 44    | Estonia            | 14    |
| 15   | Estonia            | 41    | Polonia            | 13    |
| 16   | Irlanda            | 40    | Cipro              | 10    |
| 17   | Macedonia del Nord | 34    | San Marino         | 1     |

12 punti
| Nº | A          | Da |
| -- | ---------- | --- |
| 12 | Georgia    | Albania, Armenia, Cipro, Estonia, Irlanda, Italia, Malta, Paesi Bassi, Portogallo, San Marino, Spagna, Ucraina |
| 2  | Armenia    | Francia, Georgia                                                                                               |
| 2  | Ucraina    | Macedonia del Nord, Polonia                                                                                    |
| 1  | Portogallo | Germania |

## Giuria
Il 16 novembre 2024, poco dopo lo svolgimento della finale, l'UER ha reso nota la lista dei membri delle giurie nazionali (composte da tre adulti e due ragazzi), che hanno stilato parte della classifica durante l'evento.
- Albania: Boris Metaj, Endri Sina, Blerina Arbana, Kejsi Xheladini, Vesa Luma
- Armenia: Arman Mitoyan, Arsen Grigoryan, Aida Sargsian, Kamilla Davtyan, Srbuhi Sargsyan
- Cipro: Orfeas Solomōntos Solōmou, Stefanos Stefanou, Antigonī Tasourī, Bambina Themistokleous, Louiza Alexandrou
- Estonia: Henri Põder, Priit Pajusaar, Edith Oberle, Merilin Mälk, Tuuli Rand
- Francia: Brice Chappey, Loic Parent, Titouan Deslandes, Anna Recard Milon, Olivia Assas
- Georgia: David Kereselidze, Giorgi Shiolashvili, Grigol Kipshidze, Barbare Morgoshia, Neli Sebiskveradze
- Germania: Louis Munsch, Markus Pingel, Anna Hirschgänger, Elin Mia Hoffmann, Jenny Beyer
- Irlanda: Mark Kelly, Stephen Rosney, Corissa Mulvany, Norita Ní Chartúir, Paula Healy
- Italia: Edmondo Anselmi, Iros Lorenzo Guiati, Michele Mo, Lucia Margherita Marino, Marta Lucia Coda Zabetta
- Macedonia del Nord: Dejan Grujeski, Kalion Golemteov, Aneta Andonova, Biljana Josifov Josifov, Tamara Grujeska
- Malta: Cipryan Cassar, Etienne Micallef, Andrea Camilleri, Maria Curmi, Maxine Pace
- Paesi Bassi: Arnan Samson, Maurice Wijnen, Sep Jansen, Jasmijn Torrico, Jazz Fafié
- Polonia: Natan Gryga, Robert Janowski, Aleksandra Antoniak, Marta Dywicka, Monika Wydrzynska
- Portogallo: Alexandre Manuel Valério Mesquita Guimarães, Duarte Vaz Antunes, Leonor Marques Quinteiro, Rita Navarro Onofre, Sara Pestana Espírito Santo
- San Marino: Nicola Bollini, Piermatteo Carattoni, Alice Fiorini, Barbara Andreini, Nathalie Amelie Huguette Locheron
- Spagna: Juan Carlos Arauzo Olivares, Juan Sebastián Domínguez Morillo, Blanca Miralles Rodríguez, Carmen Molina, Soleá Fernández Moreno
- Ucraina: Denys Hryščuk, Herman Nijenov, Mar'jana Voronina, Mišel' Stefani Andrade Čekasina, Zlata Ivaniv

## Stati non partecipanti
- Australia: il 26 marzo 2024 SBS ha confermato che non avrebbe preso parte all'evento[51], successivamente il 2 aprile 2024 anche ABC ha annunciato che non sarebbe tornata alla manifestazione.[52]
- Andorra: il 26 giugno 2024 RTVA ha confermato che non avrebbe debuttato in questa edizione.[53]
- Austria: il 18 maggio 2024 ORF ha confermato che non avrebbe debuttato in questa edizione.[54]
- Azerbaigian: il 9 agosto 2024 İTV ha confermato che non avrebbe partecipato al concorso.[55]
- Belgio: nonostante il 1º gennaio 2024 l'emittente VRT avesse annunciato che una decisione sulla loro partecipazione non era ancora stata presa e che avrebbero valutato un possibile ritorno,[56] il successivo 18 maggio è stato confermato che non sarebbe tornata al concorso, non escludendo una possibile partecipazione in futuro.[57] Il successivo 30 luglio 2024 anche l'emittente RTBF ha confermato che non avrebbe preso parte all'evento.[58]
- Bielorussia: il 23 aprile 2024 è stato confermato che l'emittente bielorussa BTRC è stata sospesa a tempo indeterminato dall'UER, non disponendo quindi dei diritti di partecipazione e trasmissione del concorso.[59]
- Bulgaria: il 30 maggio 2024 è stato confermato che l'emittente bulgara BNT non avrebbe preso parte all'evento.[60][61]
- Croazia: il 18 maggio 2024 HRT ha confermato che non avrebbe preso parte all'evento, non escludendo un possibile ritorno in futuro.[62]
- Danimarca: il 27 dicembre 2023 DR ha confermato che non avrebbe preso parte all'evento, valutando un possibile ritorno nelle future edizioni.[63]
- Finlandia: il 29 dicembre 2023 Yle ha confermato che non prenderà parte a quest'edizione, citando problemi economici come motivo di questa decisione. Tuttavia è stato confermato che avrebbe valutato una partecipazione nelle future edizioni.[64]
- Galles: il 21 giugno 2024 S4C ha confermato che non avrebbe preso parte all'evento, non escludendo un possibile ritorno in futuro.[65]
- Grecia: dopo aver discusso su un possibile ritorno, il 19 luglio 2024 ERT ha confermato che non avrebbe preso parte all'evento.[66]
- Islanda: nonostante abbiano considerato un possibile debutto,[67] il 4 luglio 2024 RÚV ha confermato che non avrebbe debuttato in questa edizione.[68]
- Israele: il 16 maggio 2024 IPBC ha confermato che non avrebbero preso parte all'evento.[69]
- Kazakistan: il 6 giugno 2023 KA ha annunciato il proprio ritiro dal concorso, tuttavia ha trasmesso l'evento, in vista del ritorno previsto in quest'edizione.[70] Il 14 maggio 2024 è stato annunciato che la nazione aveva espresso il suo interesse a partecipare al concorso,[71] ma il successivo 22 agosto l'emittente ha confermato che non avrebbe partecipato citando gli elevati costi di partecipazione.[72]
- Lettonia: il 2 gennaio 2024 LTV ha confermato che non avrebbe preso parte all'evento.[73]
- Lituania: il 23 novembre 2023 LRT ha confermato che non avrebbe preso parte all'evento, confermando comunque la trasmissione, in vista di un potenziale ritorno nel 2025.[74]
- Lussemburgo: il 17 maggio 2024 RTL Lëtzebuerg ha confermato che non avrebbe debuttato in questa edizione.[75]
- Montenegro: il 7 gennaio 2024 RTCG ha annunciato la propria intenzione di trasmettere la manifestazione,[76] nonostante ciò il 3 settembre 2024 l'UER ha confermato che non avrebbe partecipato all'evento.[13]
- Norvegia: il 4 gennaio 2024 NRK ha confermato che non avrebbe preso parte all'evento[77], valutando un potenziale ritorno nel 2025.[78] Nonostante ciò il 14 maggio 2024 è stato annunciato che la nazione aveva espresso il suo interesse a partecipare;[71] tuttavia, successivo 17 maggio, è stato confermato che non sarebbe tornata al concorso, non escludendo una possibile partecipazione in futuro.[79]
- Regno Unito: il 21 giugno 2024 BBC ha confermato il ritiro dall'evento.[80]
- Romania: il 17 maggio 2024 TVR ha confermato che non avrebbe preso parte all'evento.[81]
- Russia: in seguito all'espulsione a tempo indeterminato di tutte le emittenti russe dall'UER, avvenuta il 26 maggio 2022, la nazione non dispone dei diritti di partecipazione e trasmissione del concorso.[82]
- Scozia: il 24 giugno 2024 BBC Scotland ha confermato che non avrebbe debuttato in questa edizione.[83]
- Serbia: il 9 dicembre 2023 Olivera Kovačević, redattore del programma di intrattenimento dell'emittente RTS, ha dichiarato che un ritorno alla competizione a breve termine era improbabile,[84] il successivo 26 maggio è stato confermato che il paese non avrebbe preso parte all'evento.[85]
- Slovacchia: il 16 giugno 2024 RTVS ha confermato che non avrebbe debuttato in questa edizione.[86]
- Slovenia: il 21 febbraio 2024 RTVSLO ha confermato che non avrebbe preso parte all'evento.[87]
- Svezia: il 5 gennaio 2024 SVT ha confermato che non avrebbe preso parte all'evento.[88]
- Svizzera: il 23 febbraio 2024 SRF ha confermato che non avrebbe preso parte all'evento.[89]

## Portavoce
- Italia:
- Estonia: Arhanna Arbma (Rappresentante dello stato al Junior Eurovision Song Contest 2023)
- Albania: Anna Gjebrea (Rappresentante dello stato al Junior Eurovision Song Contest 2021)
- Armenia: Nane Andreasyan (Rappresentante dello stato al Junior Eurovision Song Contest 2023 come parte delle Yan Girls)
- Cipro: Patroklos Patroklou
- Francia: Lissandro (Vincitore del Junior Eurovision Song Contest 2022)
- Macedonia del Nord: Aleksandra Mitevska
- Polonia: Maja Krzyżewska (Rappresentante dello stato al Junior Eurovision Song Contest 2023)
- Georgia: Anastasia Vasadze (Rappresentante dello stato al Junior Eurovision Song Contest 2023 come parte di Anastasia & Ranina)
- Spagna: Carlos Higes (Rappresentante dello stato al Junior Eurovision Song Contest 2022)
- Germania:
- Paesi Bassi: Veronika Mors'ka
- San Marino:
- Ucraina: Anastasija Dymyd (Rappresentante dello stato al Junior Eurovision Song Contest 2023)
- Portogallo: Júlia Machado (Rappresentante dello stato al Junior Eurovision Song Contest 2023)
- Irlanda:
- Malta: Yulan Law (Rappresentante dello stato al Junior Eurovision Song Contest 2023)

## Trasmissione dell'evento

### Televisione e radio
| Paese              | Emittente          | Stazione                          | Commentatori                     | Note                    |
| ------------------ | ------------------ | --------------------------------- | -------------------------------- | ----------------------- |
| Albania            | RTSH               | RTSH 1 RTSH Muzikë                | Andri Xhahu                      | [ 90 ]                  |
| Armenia            | ARMTV              | Armenia 1                         | Hrachuhi Utmazyan Sevak Hakobyan | [ 91 ]                  |
| Cipro              | CyBC               | RIK 2 RIK Sat                     | Kyriakos Pastidīs                | [ 92 ] [ 93 ]           |
| Croazia            | HRT                | HRT 2                             | Nika Turković Duško Ćurlić       | [ 94 ] [ 95 ] [ 96 ]    |
| Estonia            | ERR                | ETV2                              | Marko Reikop                     | [ 97 ]                  |
| Estonia            | ERR                | ETV+                              | Aleksandr Hobotov Julia Kalenda  | [ 97 ]                  |
| Francia            | France Télévisions | France 2                          | Stéphane Bern Valentina Tronel   | [ 98 ]                  |
| Georgia            | GPB                | 1TV Sport                         | Nika Lobiladze                   | [ 99 ]                  |
| Germania           | ARD/ZDF            | KiKA                              | Constantin "Consi" Zöller        | [ 100 ] [ 101 ]         |
| Germania           | ARD/WDR            | MausLive WDR 5                    | Annika Witzel Max Plate          | [ 100 ] [ 101 ]         |
| Irlanda            | TG4                | TG4                               | Louise Cantillon                 | [ 102 ]                 |
| Italia             | Rai                | Rai 2                             | Mario Acampa Simone Barlaam Kaze | [ 103 ] [ 104 ] [ 105 ] |
| Lituania           | LRT                | LRT Plius                         | Ramūnas Zilnys                   | [ 74 ] [ 106 ] [ 107 ]  |
| Lussemburgo        | RTL                | RTL Zwee                          | Raoul Roos Eric Lehmann          | [ 108 ]                 |
| Macedonia del Nord | MRT                | MRT 1                             | Eli Tanaskovska                  | [ 109 ]                 |
| Malta              | PBS                | TVM                               | Nessuno                          | [ 90 ]                  |
| Paesi Bassi        | NPO                | NPO 2 Extra NPO 3 NPO Zapp        | Bart Arens Matheu Hinzen         | [ 110 ] [ 111 ]         |
| Polonia            | TVP                | TVP2 TVP Polonia                  | Artur Orzech                     | [ 112 ] [ 113 ]         |
| Portogallo         | RTP                | RTP1 RTP Internacional RTP África | Carina Jorge Nuno Galopim        | [ 114 ] [ 115 ]         |
| San Marino         | SMRTV              | San Marino RTV                    | Mirko Zani Roberto Bagazzoli     | [ 116 ] [ 117 ]         |
| Spagna             | RTVE               | La 1 TVE Internacional            | Julia Varela Tony Aguilar        | [ 118 ] [ 119 ] [ 120 ] |
| Spagna             | RTVE               | La 1 TVE Internacional            | Sònia Urbano Xavi Martínez       | [ 118 ] [ 119 ] [ 120 ] |
| Spagna             | RTVE               | Ràdio 4                           |                                  | [ 118 ] [ 119 ] [ 120 ] |
| Spagna             | RTVE               | Radio Nacional                    | David Asensio Sara Calvo         | [ 118 ] [ 119 ] [ 120 ] |
| Ucraina            | Suspil'ne          | Suspil'ne Kul'tura                | Timur Mirošnyčenko               | [ 121 ] [ 122 ]         |

### Streaming
| Paese       | Piattaforma   |
| ----------- | ------------- |
| Germania    | Eurovision.de |
| Italia      | RaiPlay       |
| Paesi Bassi | NPO Start     |
| Portogallo  | RTP Play      |
| Spagna      | RTVE Play     |
| Mondo       | YouTube       |

## Ascolti
| Paese       | Telespettatori | Share  | Note    |
| ----------- | -------------- | ------ | ------- |
| Armenia     | 201 360        | 39,91% | [ 123 ] |
| Estonia     | 73 340         | 17,76% | [ 124 ] |
| Francia     | 1 330 000      | 9,8%   | [ 125 ] |
| Germania    | 85 000         | —      | [ 126 ] |
| Italia      | 283 000        | 1,9%   | [ 127 ] |
| Lituania    | 18 065         | 1,85%  | [ 123 ] |
| Paesi Bassi | 329 000        | 2%     | [ 128 ] |
| Polonia     | 1 300 000      | 11,3%  | [ 123 ] |
| Portogallo  | 511 000        | 14,3%  | [ 123 ] |
| Spagna      | 1 038 000      | 12,1%  | [ 129 ] |
| Ucraina     | 267 500        | —      | [ 130 ] |

### Annotazioni
1. ↑  Commento in lingua estone.
2. ↑  Commento in lingua russa.
3. 1 2  La trasmissione dell'evento è stata in differita.
4. ↑  Commento integrato rispettivamente in: Lingua spagnola e lingua catalana.
5. ↑  Commento in lingua catalana.

### Fonti
1. ↑  (EN) Anthony Granger, France: No Immediate Decision on Hosting Junior Eurovision 2024, su eurovoix.com, 27 novembre 2023. URL consultato il 2 dicembre 2023.
2. ↑  (EN) James Stephenson, Junior Eurovision 2024 Will Be Held in Spain, su eurovoix.com, 14 febbraio 2024. URL consultato il 14 febbraio 2024.
3. ↑  (ES) Jesús Canto, Ana María Bordas: "Hemos recibido bastantes propuestas de ciudades para albergar Eurovisión Junior 2024 en España", su escplus.es, 14 febbraio 2024. URL consultato il 10 maggio 2024.
4. ↑  (ES) Marc Garcia, Barcelona quiere Eurovisión Junior 2024 para celebrar "la mejor edición hasta el momento", su eurovision-spain.com, 14 febbraio 2024. URL consultato il 10 maggio 2024.
5. ↑  (ES) Granada aspira a ser la sede del festival Eurovisión Junior en 2024, su abc.es, 16 febbraio 2024. URL consultato il 10 maggio 2024.
6. 1 2  (ES) José Miguel Mancheño, Barcelona, Valencia, Málaga y Granada han mostrado su interés en acoger Eurovisión Junior 2024, su escplus.es, 12 marzo 2024. URL consultato il 10 maggio 2024.
7. ↑  (ES) De la Torre, "abierto" a que Málaga pueda acoger Eurovisión Junior en 2024, su diariodesevilla.es, 15 febbraio 2024. URL consultato il 10 maggio 2024.
8. ↑  (ES) José David López, La Generalitat Valenciana primera en postularse candidata para organizar Eurovisión Junior 2024, su escplus.es, 14 febbraio 2024. URL consultato il 10 maggio 2024.
9. ↑  (ES) Barcelona, Valencia, Zaragoza, Málaga y Granada aspiran a organizar Eurovisión Junior, su elconfidencialdigital.com, 12 marzo 2024. URL consultato il 10 maggio 2024.
10. ↑  (EN) Neil Farren, Junior Eurovision 2024: Zaragoza Withdraws Hosting Bid, su eurovoix.com, 14 marzo 2024. URL consultato il 10 maggio 2024.
11. ↑  (EN) Neil Farren, Junior Eurovision 2024: Barcelona Withdraws Hosting Bid, su eurovoix.com, 23 aprile 2024. URL consultato il 10 maggio 2024.
12. ↑  (EN) Madrid will host Junior Eurovision 2024, su eurovision.tv, 10-05-2024. URL consultato il 10-05-2024.
13. 1 2 3  (EN) "Let's Bloom": 17 countries will compete in Madrid at Junior Eurovision 2024, su junioreurovision.tv, 3 settembre 2024. URL consultato il 3 settembre 2024.
14. ↑  (EN) The hosts of Junior Eurovision 2024 revealed, su junioreurovision.tv, 12 settembre 2024. URL consultato il 14 settembre 2024.
15. ↑  (EN) Anthony Granger, Junior Eurovision 2024: Online Voting Window Reduced to Less than 24 Hours, su eurovoix.com, 16 settembre 2024. URL consultato il 27 settembre 2024.
16. ↑  (EN) Anthony Granger, Junior Eurovision 2024 Postcard Theme Revealed, su eurovoix.com, 15 novembre 2024. URL consultato il 23 novembre 2024.
17. ↑  (EN) James Stephenson, Junior Eurovision 2024: More Details Revealed About AI Postcards, su eurovoix.com, 21 novembre 2024. URL consultato il 23 novembre 2024.
18. 1 2  (EN) Participants of Madrid 2024, su junioreurovision.tv. URL consultato il 3 settembre 2024.
19. ↑  (EN) Neil Farren, Albania: Nikol Çabeli to Junior Eurovision 2024, su eurovoix.com, 27 settembre 2024. URL consultato il 27 settembre 2024.
20. ↑  (EN) Neil Farren, Armenia: Leo to Junior Eurovision 2024, su eurovoix.com, 28 settembre 2024. URL consultato il 1º ottobre 2024.
21. ↑  (EN) Anthony Granger, Armenia: Leo to Perform "Cosmic Friend" at Junior Eurovision 2024, su eurovoix.com, 19 ottobre 2024. URL consultato il 19 ottobre 2024.
22. ↑  (EN) Neil Farren, Cyprus: Maria Pissarides to Junior Eurovision 2024, su eurovoix.com, 21 agosto 2024. URL consultato il 21 agosto 2024.
23. ↑  (EN) Darshan Bijuvignesh, Cyprus: Maria Pissarides to Perform "Crystal Waters" at Junior Eurovision 2024, su eurovoix.com, 25 settembre 2024. URL consultato il 13 aprile 2025.
24. ↑  (EN) Anthony Granger, Estonia: Annabelle Ats to Junior Eurovision 2024, su eurovoix, 5 maggio 2024. URL consultato il 5 maggio 2024.
25. ↑  (EN) Anthony Granger, Estonia: Annabelle Ats' Junior Eurovision Entry “Tänavad” Released, su eurovoix.com, 4 ottobre 2024. URL consultato il 4 ottobre 2024.
26. ↑  (EN) Titouan will fly the French flag at Junior Eurovision 2024, su junioreurovision.tv, 18 settembre 2024. URL consultato il 18 settembre 2024.
27. ↑  (EN) Georgia: Andria Putkaradze Confirmed for Junior Eurovision 2024, su eurovoix.com, 30 luglio 2024. URL consultato il 30 luglio 2024.
28. ↑  (EN) Georgia: Andria Putkaradze To Release "To My Mom" on October 13th, su eurovoix.com, 9 ottobre 2024. URL consultato il 9 ottobre 2024.
29. ↑  (EN) Neil Farren, Germany: Bjarne to Junior Eurovision 2024, su eurovoix.com, 1º luglio 2024. URL consultato il 1º luglio 2024.
30. ↑  (EN) Anthony Granger, Germany: Final Version of "Save the Best For Us" Released, su eurovoix.com, 27 settembre 2024. URL consultato il 27 settembre 2024.
31. ↑  (EN) Neil Farren, Ireland: Enya Cox Dempsey to Junior Eurovision 2024, su eurovoix.com, 13 ottobre 2024. URL consultato il 14 ottobre 2024.
32. ↑  (EN) Simone Grande will represent Italy in Madrid, su junioreurovision.tv, 19 settembre 2024. URL consultato il 19 settembre 2024.
33. ↑   Federico Rossini, Junior Eurovision 2024: Simone Grande, ecco "Pigiama party" per l'Italia, su eurofestivalnews.com, 27 settembre 2024. URL consultato il 27 settembre 2024.
34. ↑  (EN) Neil Farren, North Macedonia: Ana Vanchevska & Aleksej Ivanovski to Junior Eurovision 2024, su eurovoix.com, 26 giugno 2024. URL consultato il 26 giugno 2024.
35. ↑  (EN) Neil Farren, North Macedonia: Ana Vanchevska & Aleksej Ivanovski Release "Marathon", su eurovoix.com, 4 ottobre 2024. URL consultato il 4 ottobre 2024.
36. ↑  (EN) Neil Farren, Malta: Ramires Sciberras to Junior Eurovision 2024, su eurovoix.com, 21 settembre 2024. URL consultato il 21 settembre 2024.
37. ↑  (EN) Neil Farren, Netherlands: Stay Tuned to Junior Eurovision 2024, su eurovoix.com, 21 settembre 2024. URL consultato il 21 settembre 2024.
38. ↑  (EN) Neil Farren, Poland: Dominik Arim to Junior Eurovision 2024, su eurovoix.com, 29 settembre 2024. URL consultato il 29 settembre 2024.
39. ↑  (EN) Neil Farren, Portugal: Victoria Nicole to Junior Eurovision 2024, su eurovoix.com, 8 luglio 2024. URL consultato l'8 luglio 2024.
40. ↑  (EN) Neil Farren, Portugal: Victoria Nicole Releases "Esperança", su eurovoix.com, 8 ottobre 2024. URL consultato l'8 ottobre 2024.
41. ↑  (EN) Neil Farren, San Marino: Idols SM to Junior Eurovision 2024, su eurovoix.com, 11 settembre 2024. URL consultato l'11 settembre 2024.
42. ↑  (EN) Neil Farren, Spain: Chloe DelaRosa to Junior Eurovision 2024, su eurovoix.com, 18 luglio 2024. URL consultato il 18 luglio 2024.
43. ↑  (EN) Sem Anne Van Dijk, Chloe DelaRosa Releases "Como la Lola", su eurovoix.com, 7 ottobre 2024. URL consultato il 7 ottobre 2024.
44. ↑  (EN) Neil Farren, Ukraine: Artem Kotenko to Junior Eurovision 2024, su eurovoix.com, 22 settembre 2024. URL consultato il 27 settembre 2024.
45. ↑  (EN) Karyna Vyšnjakova, The song title will be changed: Ukraine's representative at Junior Eurovision shared important news and sang a cappella, su eng.obozrevatel.com. URL consultato il 4 ottobre 2024.
46. ↑  (EN) Junior Eurovision 2024: Spain to perform 10th, Italy to open and Malta to close show, su junioreurovision.tv, 1º ottobre 2024. URL consultato il 1º ottobre 2024.
47. ↑  (EN) Junior Eurovision Song Contest 2024 Running Order Revaled, su junioreurovision.tv, 10 ottobre 2024. URL consultato il 10 ottobre 2024.
48. ↑  (EN) Madrid 2024: Guest performers announced, su junioreurovision.tv. URL consultato il 16 novembre 2024.
49. 1 2  (EN) Results of the Final of Madrid 2024, su junioreurovision.tv. URL consultato il 16 novembre 2024.
50. ↑  (EN) Final of Madrid 2024 – Jurors, su junioreurovision.tv. URL consultato il 16 agosto 2025.
51. ↑  (EN) James Washak, Australia: SBS Will Not Return to Junior Eurovision in 2024, su eurovoix.com, 26 marzo 2024. URL consultato il 26 marzo 2024.
52. ↑  (ES) Australia: ABC no participará en Eurovisión Junior 2024, su eurofestivales.blogspot.com, 2 aprile 2024. URL consultato il 2 aprile 2024.
53. ↑  (ES) Eurofestivales: Andorra no participará en Eurovisión 2025 ni en Eurovisión Junior 2024, su eurofestivales.blogspot.com, 26 giugno 2024. URL consultato l'11 agosto 2024.
54. ↑  (ES) Austria no participará en Eurovisión Junior 2024, su escplus.es, 18 maggio 2024. URL consultato il 18 maggio 2024.
55. ↑  (AZ) Azərbaycan bu ildə "Uşaq Avroviziyası 2024"də iştirak etməyəcək., su instagram.com, 9 agosto 2024. URL consultato il 9 agosto 2024.
56. ↑  (EN) Laura Ibrayeva, Belgium: Assessing Participation in Junior Eurovision in 2024, su eurovoix.com, 1º gennaio 2024. URL consultato il 1º gennaio 2024.
57. ↑  (ES) José Miguel Mancheño, La VRT belga descarta participar en Eurovisión Junior 2024, su escplus.es, 18 maggio 2024. URL consultato il 19 maggio 2024.
58. ↑  (EN) Bélgica: RTBF no participará en Eurovisión Junior 2024, su eurofestivales.blogspot.com, 30 luglio 2024. URL consultato il 30 luglio 2024.
59. ↑  (EN) Neil Farren, Belarus: BTRC Indefinitely Suspended From EBU, su eurovoix.com, 23 aprile 2024. URL consultato il 24 aprile 2024.
60. ↑  (EN) @bg_eurovision , good day. What are your thoughts about participating in the Junior Eurovision Song Contest 2024 in Madrid?, su x.com, 29 maggio 2024. URL consultato il 29 luglio 2024.
61. ↑  (EN) We don't have any thoughts about participating., su x.com, 30 maggio 2024. URL consultato il 29 luglio 2024.
62. ↑  (ES) José Miguel Mancheño, Croacia no formará parte de Eurovisión Junior 2024, su escplus.es, 18 maggio 2024. URL consultato il 18 maggio 2024.
63. ↑  (EN) João Cília, Denmark: Will Not Return to Junior Eurovision 2024, su eurovoix.com, 27 dicembre 2023. URL consultato il 27 dicembre 2023.
64. ↑  (EN) Anthony Granger, Finland: Yle Rules Out Junior Eurovision 2024 Participation Due to Finances, su eurovoix.com, 29 dicembre 2023. URL consultato il 29 dicembre 2023.
65. ↑  (EN) S4C [S4C], Hi, there are no plans to participate in the Junior Eurovision Song Contest at present. (Tweet), su X, 21 giugno 2024. URL consultato l'11 agosto 2024.
66. ↑  (ES) Grecia no participará en Eurovisión Junior 2024, su eurofestivales.blogspot.com, 19 luglio 2024. URL consultato il 19 luglio 2024.
67. ↑  (EN) João Cília, Iceland: RÚV Considering Junior Eurovision But No Decision Yet, su eurovoix.com, 28 dicembre 2023. URL consultato il 29 dicembre 2023.
68. ↑  (EN) Anthony Granger, Iceland: RÚV Will Not Participate in Junior Eurovision 2024, su eurovoix.com, 4 luglio 2024. URL consultato l'8 luglio 2024.
69. ↑  (ES) Eurofestivales, Israel no participará en Eurovisión Junior 2024, su eurofestivales.blogspot.com, 16 maggio 2024. URL consultato il 16 maggio 2024.
70. ↑  (EN) Kazakhstan: Khabar Withdraws from Junior Eurovision 2023, su eurovoix.com, 6 giugno 2023. URL consultato il 7 giugno 2023.
71. 1 2  (PL) Eurowizja Junior 2024. Co wiemy o konkursie piosenki dla młodych wokalistów?, su TVP, 14 maggio 2024. URL consultato il 16 maggio 2024.
72. ↑  (EN) Kazakhstan: Khabar Agency Will Not Participate in Junior Eurovision 2024, su eurovoix.com, 22 agosto 2024. URL consultato il 3 settembre 2024.
73. ↑  (EN) Laura Ibrayeva, Latvia: LTV Will Not Participate in Junior Eurovision 2024, su eurovoix.com, 3 gennaio 2024. URL consultato il 3 gennaio 2024.
74. 1 2  (EN) Anthony Granger, Lithuania: LRT Considering Junior Eurovision Return from 2025, su eurovoix.com, 23 novembre 2023. URL consultato il 2 dicembre 2023.
75. ↑  (ES) José Miguel Mancheño, Luxemburgo no participará en Eurovisión Junior 2024, su escplus.es, 17 maggio 2024. URL consultato il 18 maggio 2024.
76. ↑  (EN) Laura Ibrayeva, Montenegro: RTCG Intends to Broadcast Eurovision & Junior Eurovision 2024, su eurovoix.com, 7 gennaio 2024. URL consultato il 7 gennaio 2024.
77. ↑  (EN) Laura Ibrayeva, Norway: NRK Will Not Return to Junior Eurovision in 2024, su eurovoix.com, 4 gennaio 2024. URL consultato il 4 gennaio 2024.
78. ↑  (EN) Laura Ibrayeva, Norway: NRK Looking at Potential Return to Junior Eurovision in 2025, su eurovoix.com, 7 gennaio 2024. URL consultato il 7 gennaio 2024.
79. ↑  (ES) José Miguel Mancheño, Noruega no regresará a Eurovisión Junior en 2024, su escplus.es, 17 maggio 2024. URL consultato l'11 agosto 2024.
80. ↑  (EN) Rafaell Andersson, United Kingdom: BBC Withdraws from Junior Eurovision, su eurovoix.com, 21 giugno 2024. URL consultato il 23 giugno 2024.
81. ↑  (EN) Anthony Granger, Romania: TVR Will Not Participate in Junior Eurovision 2024, su eurovoix.com, 17 maggio 2024. URL consultato il 18 maggio 2024.
82. ↑  (EN) Anthony Granger, European Broadcasting Union Formally Suspends Russian Broadcasters, su eurovoix.com, 29 maggio 2022. URL consultato il 2 dicembre 2023.
83. ↑  (ES) Eurofestivales: Escocia: BBC Alba descarta participar en Eurovisión Junior 2024, su eurofestivales.blogspot.com, 24 giugno 2024. URL consultato l'11 agosto 2024.
84. ↑  (EN) Laura Ibrayeva, Serbia: Return to Junior Eurovision Unlikely, su eurovoix.com, 9 dicembre 2023. URL consultato il 9 dicembre 2023.
85. ↑  (ES) Serbia no participará en Eurovisión Junior 2024, su eurofestivales.blogspot.com, 26 maggio 2024. URL consultato il 26 maggio 2024.
86. ↑  (ES) José Miguel Mancheño, Eurovisión Junior 2024: ¿Qué sabemos hasta ahora?, su escplus.es, 16 giugno 2024. URL consultato l'11 agosto 2024.
87. ↑  (ES) Eslovenia descarta participar en Eurovisión Junior 2024, su eurofestivales.blogspot.com, 21 febbraio 2024. URL consultato il 21 febbraio 2024.
88. ↑  (ES) Suecia no participará en Eurovisión Junior 2024, su eurofestivales.blogspot.com, 5 gennaio 2024. URL consultato il 5 gennaio 2024.
89. ↑  (ES) Suiza no participará en Eurovisión Junior 2024, su eurofestivales.blogspot.com, 23 febbraio 2024. URL consultato il 23 febbraio 2024.
90. 1 2  (EN) Anthony Granger, Where to Watch and Listen to the Junior Eurovision Song Contest 2024, su eurovoix.com, 16 novembre 2024. URL consultato il 16 novembre 2024.
91. ↑  (EN) Program Schedule – First Channel International – 16 sat. 2024, su ARMTV. URL consultato l'11 novembre 2024.
92. ↑  (EL) ΡΙΚ Τηλεόραση - Πρόγραμμα Σάββατο 16 Νοεμβρίου 2024, su CyBC. URL consultato l'8 novembre 2024.
93. ↑  (EL) Junior Eurovision 2024 - Ζωντανά από το ΡΙΚ2 και το ΡΙΚ SAT, su CyBC, 8 novembre 2024. URL consultato il 9 novembre 2024.
94. ↑  (HR) Subota, 16. studenog 2024, su HRT, 3 novembre 2024. URL consultato il 3 novembre 2024.
95. ↑  (EN) Anthony Granger, Croatia: HRT Broadcasting Junior Eurovision for First Time in 10 Years, su eurovoix.com, 3 novembre 2024. URL consultato il 3 novembre 2024.
96. ↑  (EN) Anthony Granger, Croatia: Nika Turković & Duško Ćurlić Commentating on Junior Eurovision 2024, su eurovoix.com, 7 novembre 2024. URL consultato l'8 novembre 2024.
97. ↑  (EN) Neil Farren, Estonia: Junior Eurovision 2024 Commentators Revealed, su eurovoix.com, 2 novembre 2024. URL consultato il 2 novembre 2024.
98. ↑  (EN) Emily Grace, France: Stéphane Bern and Valentina to Commentate on Junior Eurovision 2024, su eurovoix.com, 16 ottobre 2024. URL consultato il 17 ottobre 2024.
99. ↑  (EN) Anthony Granger, Georgia: GPB Moves Junior Eurovision 2024 to First Channel Sport, su eurovoix.com, 12 novembre 2024. URL consultato il 12 novembre 2024.
100. ↑  (EN) Anthony Granger, Germany: Consi to Commentate on Junior Eurovision 2024, su eurovoix.com, 30 ottobre 2024. URL consultato il 30 ottobre 2024.
101. ↑  (EN) Davide Conte, Germany: Junior Eurovision 2024 Broadcast Plans Revealed, su eurovoix.com, 6 novembre 2024. URL consultato il 6 novembre 2024.
102. ↑  (EN) TG4 | Daily Schedule | 11-17 November 2024, su TG4, 6 novembre 2024. URL consultato l'11 novembre 2024 (archiviato il 6 novembre 2024).
103. ↑   Palinsesti Rai Play e Rai Kids (PDF), su rai.it. URL consultato il 19 luglio 2024.
104. ↑   Emanuele Lobardini, Junior Eurovision 2024 su Rai 2 con Mario Acampa, su eurofestivalnews.com, 19 luglio 2024. URL consultato il 14 novembre 2024.
105. ↑   Donato Cafarelli, Junior Eurovision 2024: con Mario Acampa al commento su Rai 2 anche Simone Barlaam e Kaze, su eurofestivalnews.com, 15 novembre 2024. URL consultato il 15 novembre 2024.
106. ↑  (LT) LRT Plius | TV programa, su tv24.lt. URL consultato l'8 novembre 2024.
107. ↑  (LT) Pusvalandis iki „Mažosios Eurovizijos“, su tv24.lt. URL consultato il 10 novembre 2024.
108. ↑  (EN) Anthony Granger, Luxembourg: RTL to Air Junior Eurovision For the First Time, su eurovoix.com, 5 novembre 2024. URL consultato il 5 novembre 2024.
109. ↑  (MK) Programma TV – MRT1 – sabato 16 novembre 2024, su TvProfil. URL consultato il 9 novembre 2024.
110. ↑  (NL) Junior Eurovisie Songfestival 2024, su Onet.ProgramTV. URL consultato il 9 novembre 2024.
111. ↑  (EN) Anthony Granger, Netherlands: Dual Channel Broadcast of Junior Eurovision 2024, su eurovoix.com, 10 novembre 2024. URL consultato il 10 novembre 2024.
112. ↑  (EN) Anthony Granger, Poland: Junior Eurovision Song Contest Moved to TVP2 for the 2024 Contest, su eurovoix.com, 19 ottobre 2024. URL consultato il 24 ottobre 2024.
113. ↑  (PL) Maciej Blazewicz, Eurowizja Junior 2024: TVP przenosi transmisję do drugiego kanału! • RTVE zablokowało możliwość kupowania biletów przez fanów zza granicy? • Języki Eurowizji Junior – przegląd historyczny, su dziennik-eurowizyjny.pl, 18 ottobre 2024. URL consultato il 6 novembre 2024.
114. ↑  (PT) Festival Eurovisão Júnior da Canção, su RTP. URL consultato il 2 novembre 2024.
115. ↑  (EN) Anthony Granger, Portugal: Carina Jorge and Nuno Galopim Commentators for Junior Eurovision 2024, su eurovoix.com, 16 novembre 2024. URL consultato il 16 novembre 2024.
116. ↑   Junior Eurovision Song Contest 2024: i "Convessi" commenteranno la diretta tv, su San Marino RTV, 29 ottobre 2024. URL consultato il 14 novembre 2024.
117. ↑   Junior Eurovision 2024: per San Marino RTV al commento Mirko Zani e Roberto Bagazzoli, su eurofestivalnews.com, 29 ottobre 2024. URL consultato il 29 ottobre 2024.
118. ↑  (ES) España organizará el Festival de Eurovisión Junior 2024, su RTVE, 14 febbraio 2024. URL consultato il 19 maggio 2024.
119. ↑  (ES) Beatriz Cano Alcalá, Julia Varela y Tony Aguilar serán los comentaristas españoles de Eurovisión Junior 2024, su escplus.es, 12 settembre 2024. URL consultato il 18 settembre 2024.
120. ↑  (EN) Neil Farren, Spain: Radio and Catalan Commentary for Junior Eurovision 2024, su eurovoix.com, 8 ottobre 2024. URL consultato l'8 ottobre 2024.
121. ↑  (UK) Дитяче Євробачення — 2024: де дивитися та як голосувати за Україну, su Suspil'ne, 14 novembre 2024. URL consultato il 14 novembre 2024.
122. ↑  (EN) Emily Grace, Ukraine: Timur Miroshnychenko To Commentate on Junior Eurovision 2024, su eurovoix.com, 14 novembre 2024. URL consultato il 14 novembre 2024.
123. 1 2 3 4  (ES) Hugo Carabaña Menendez, Audiencias: Los datos de Eurovisión Junior 2024 en Europa, su escplus.es, 17 novembre 2024. URL consultato il 17 novembre 2024.
124. ↑  (ES) Estonia: 73.340 espectadores siguieron Eurovisión Junior 2024, su eurofestivales.blogspot.com, 27 novembre 2024. URL consultato il 6 gennaio 2025.
125. ↑  (EN) Anthony Granger, France: Over 1.3 Million Viewers for Junior Eurovision 2024, su eurovoix.com, 17 novembre 2024. URL consultato il 17 novembre 2024.
126. ↑  (ES) Alemania: Eurovisión Junior 2024 baja levemente su cuota entre su público objetivo, su eurofestivales.blogspot.com, 26 novembre 2024. URL consultato il 6 gennaio 2025.
127. ↑   Fabio Fabbretti, Ascolti TV, su davidemaggio.it, 17 novembre 2024. URL consultato il 17 novembre 2024.
128. ↑  (ES) Países Bajos: 329.000 personas vieron Eurovisión Junior 2024, su eurofestivales.blogspot.com, 23 novembre 2024. URL consultato il 23 novembre 2024.
129. ↑  (ES) Hugo Carabaña Menendez, La final de Eurovisión Junior 2024 subió hasta un 12,1% de audiencia en La 1 con el sexto puesto de Chloe DelaRosa, su escplus.es, 17 novembre 2024. URL consultato il 17 novembre 2024.
130. ↑  (ES) Ucrania: 267.500 espectadores siguieron Eurovisión Junior 2024, su eurofestivales.blogspot.com, 11 dicembre 2024. URL consultato il 6 gennaio 2025.